# Roger Gbekou
Roger Gbekou de son vrai nom Komla Roger Gbekou est un réalisateur togolais.

## Biographie

### Enfance, éducation et débuts
Roger Gbekou s'est lancé dans le cinéma grâce à son intérêt pour la musique. Curieux de découvrir le processus de réalisation des clips vidéo et fasciné par la magie qui opère derrière la caméra, il s'inscrit en 2012 dans une agence de communication locale appelée Interface. C'est là qu'il apprend l'infographie et le montage vidéo. La même année, il rejoint également un groupe d'acteurs de cinéma afin de mieux comprendre et apprécier le travail de comédien. En 2013, il intègre l'école de cinéma Ecran où il étudie pendant un an. 

### Carrière
Sa carrière cinématographique débute en 2012,, et en 2017, il réalise son premier film intitulé Viza, suivi de Passeport en 2018, qui remporte le deuxième prix de la catégorie fiction de la sélection nationale Clap Ivoire 2018 à Lomé. 
En juillet 2019, Roger représente le Togo à l’édition du festival international cinématographique Clap Ivoire et remporte trois prix dans la catégorie fiction avec son film Le champ des oubliés : Meilleur son, Meilleur scénario et Meilleure fiction. Il est également le fondateur de Avisk World Studio-AWS,.

## Filmographie

### Court métrage
- 2017 : Viza
- 2018 : PassePort

### Long métrage
Le Champ des Oubliés

## Distinctions
- 2018 : Deuxième prix de la catégorie fiction de la sélection national Clap Ivoire 2018[8]
- 2019 : Prix du Meilleur scénario Canal+[9]
- 2019 : Meilleur Son A+[10]
- 2019 : Meilleure fiction de l’UEMOA[11]
- 2019 : Fespaco[12]